# Hans Ewouts

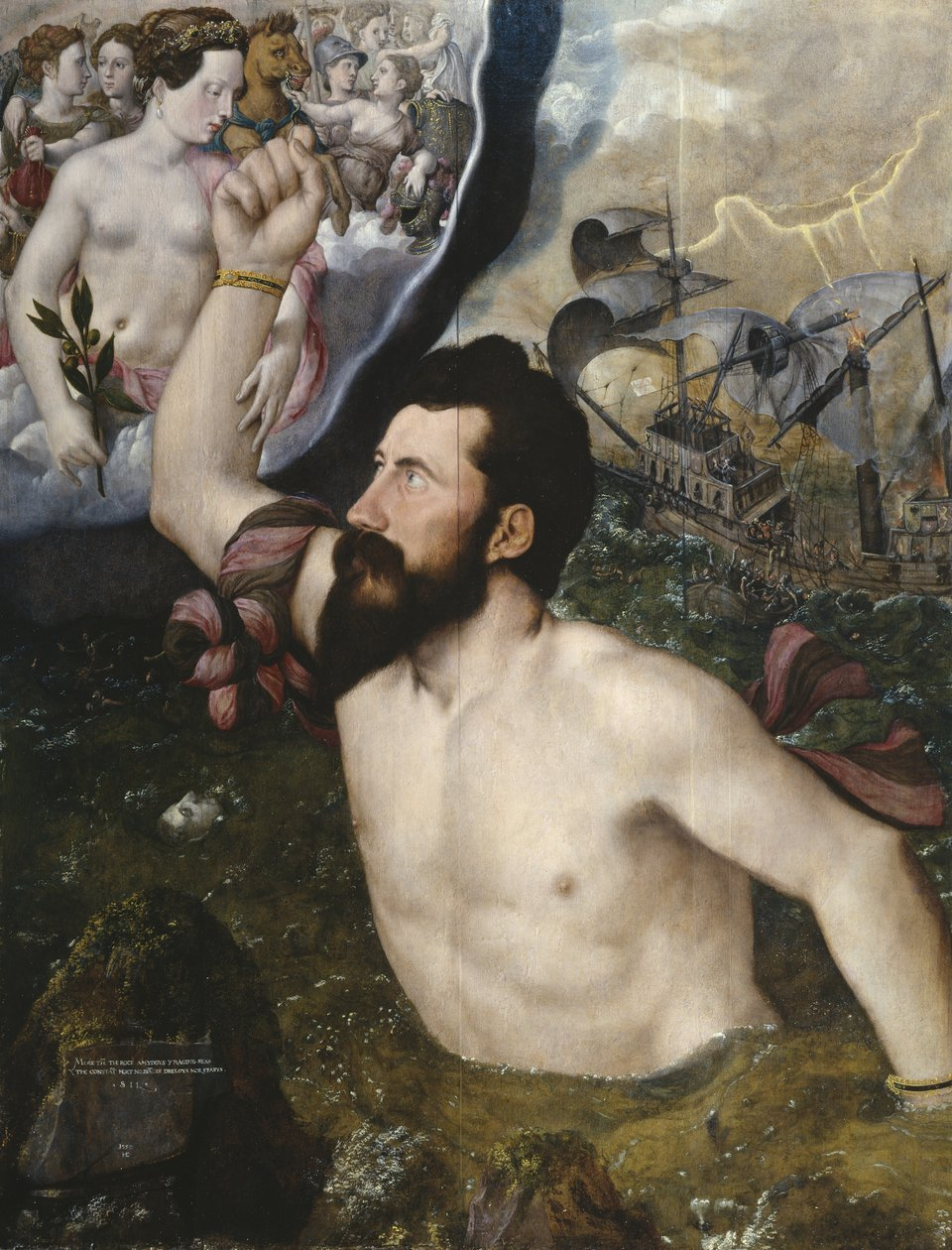
Allegorisch portret van John Luttrell (1550)

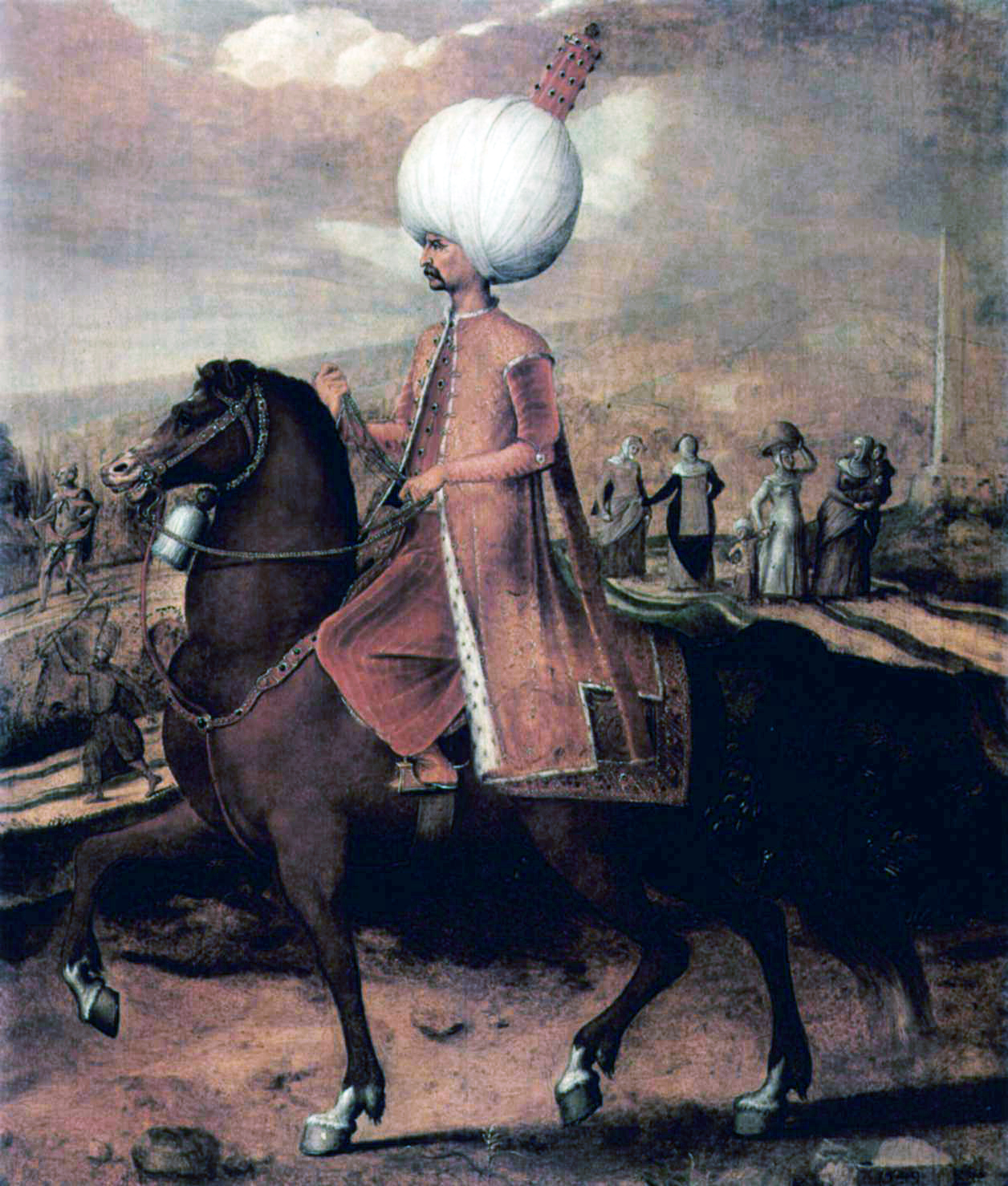
Portret van de Ottomaanse sultan Süleyman I (1549)

Hans Ewouts of verengelst Eworth (Hoorn?, ca. 1520 - Antwerpen, ca. 1579) was een schilder uit de Nederlanden die hoofdzakelijk in Engeland werkte. Hij was de voornaamste portrettist aan het hof van de Tudors na de dood van Hans Holbein en vóór de aankomst van Antoon van Dyck. Typisch omringde hij de koninklijke en adellijke geportretteerden met allegorische symboliek. Ongeveer 90 schilderijen kunnen aan Ewouts of zijn atelier worden toegeschreven, waaronder portretten van de koninginnen Mary I en Elizabeth I. Hij monogrammeerde met "HE".

## Leven
Er is weinig bekend over de vroege jaren van Hans Eworth. Mogelijk was hij een goudsmid en kreeg hij zijn schildersopleiding in Hoorn of Amsterdam. In 1540 verhuisde hij naar Antwerpen en werd hij als "Jan Euworts" ingeschreven in de liggeren van de Sint-Lucasgilde. In 1544 werd hij uit de gilde gegooid en verbannen wegens ketterij. Het was aan het licht gekomen dat hij behoorde tot de Loistens, een sekte van wederdopers. Ewouts trok naar Londen en bouwde er een rijke carrière uit. In 1571 woonde hij weer in Antwerpen. Hij keerde terug naar Londen, leefde enige tijd in Portugal om uiteindelijk in Antwerpen te sterven eind 1578 of het jaar daarop.

## Werk
De oudste bewaard gebleven doeken van Ewouts worden geplaatst in de jaren 1549-1550. Daaronder is het beroemde Allegorisch portret van John Luttrell in het Courtauld Institute. Ewouts' oeuvre bevindt zich voor een groot deel in private collecties. Een twintigtal van zijn schilderijen is te zien in musea, voornamelijk in de Angelsaksische wereld.